# Chiesa dei Santi Simone e Giuda (Nicosia)
La chiesa dei Santi Simone e Giuda Taddeo è una chiesa cattolica sita nella via omonima del comune siciliano di Nicosia, in provincia di Enna. È sede di confraternita dal 27 gennaio 1621. Probabilmente è l'unica chiesa rimasta in Sicilia dedicata ai due santi apostoli.

## Storia e descrizione
La chiesa venne costruita nel 1566 su commissione del nobile Vincenzo Calascibetta, barone di Malopertuso, per concessione del nicosiano mons. Antonio Cancellario, allora arcivescovo di Messina. Sull'altare fu posta una tela (tuttora esistente) raffigurante i due Apostoli con gli strumenti del loro martirio. La tradizione vuole che la tela sia stata dipinta nel XVI secolo dal pittore nicosiano Giacomo Campione, invece dagli ultimi restauri del 2022 voluti dalla confraternita la tela risulterebbe realizzata da un pittore anonimo.
L'edificio presenta un portale tardo cinquecentesco ed un soffitto a capriate con travi dipinte. Al suo interno si trovano una statua moderna del sacro cuore di Gesù e due statue raffiguranti sant'Antonio da Padova, una piccola lignea del XVII secolo e l'altra in cartapesta a grandezza naturale realizzata nei primi anni del XX secolo dal leccese Giuseppe Malecore (1876-1967).
Sotto la pavimentazione della chiesa anticamente è stata ricavata una cripta in cui i confrati recitavano l'ufficio.